# آنا مورغيد
آنا ماريا مورغيد بيريز (بالإسبانية: Ana María Morgade Pérez) هي مقدمة برامج وممثلة إسبانية، ولدت في 8 نوفمبر 1979 في مدريد في إسبانيا.

## روابط خارجية
- Ana Morgade على موقع IMDb (الإنجليزية)
- Ana Morgade على موقع قاعدة بيانات الفيلم (الإنجليزية)